# (180141) Sperauskas
(180141) Sperauskas est un astéroïde de la ceinture principale.

## Description
(180141) Sperauskas est un astéroïde de la ceinture principale. Il fut découvert le 26 mars 2003 à Moletai par Kazimieras Černis et Justas Zdanavičius. Il présente une orbite caractérisée par un demi-grand axe de 2,99 UA, une excentricité de 0,04 et une inclinaison de 10,5° par rapport à l'écliptique.

## Compléments